# Walid Jumblatt
Walid Jumblatt (arabiska: وليد جنبلاط), född 7 augusti 1949 i Moukhtara i distriktet Chouf, är en libanesisk politiker och ledare för Progressiva socialistpartiet, PSP, sedan 1977. Han är en av de mest framträdande företrädarna för det drusiska folket. Jumblatt är även en av de mest uttalat anti-syriska politikerna i Libanon och är allierad med 14 mars-rörelsen.
Walid Jumblatt är son till Kamal Jumblatt, som grundade PSP och var dess ledare tills han mördades 1977.